# J. Homer Dimon
Joseph Homer Dimon (* 8. August 1869 in Muscogee County, Georgia; † 10. Januar 1951 in Columbus, Georgia) war ein US-amerikanischer Unternehmer und Politiker.

## Leben
Joseph Homer Dimon war das älteste Kind von Samuel und Sarah Dimon und wuchs mit seinen Geschwistern auf der väterlichen Farm in Muscogee County, Georgia auf. Er ging in Wynnton, einem Vorort von Columbus und nur wenige Meilen von seinem Zuhause entfernt, zur Schule. Später besuchte er mit einem seiner Brüder das Eastman Business College in Poughkeepsie, New York. Nach seiner Rückkehr nach Georgia ließ er sich in Columbus nieder und eröffnete ein Bekleidungsgeschäft. Nachdem er so zu einem gewissen Vermögen gekommen war, gründete er die National Showcase Company, ein Unternehmen zur Herstellung und zum Vertrieb von Möbeln, und fungierte als deren Präsident. Das hieraus erwirtschaftete Geld investierte er unter anderem Anfang der 1920er Jahre in den Bau des Apartmentgebäudes Dimon Court Apartments.
In Jahren von 1922 bis 1931 bekleidete er das Amt des Bürgermeisters von Columbus. Dimon war damit der erste Bürgermeister der Stadt, nachdem diese ihre Verwaltung im Januar 1922 auf die Form City commission government umgestellt hatte. Im Jahr 1935 bekleidete er erneut das Amt des Bürgermeisters.
Die 1968 eröffnete, in Muscogee County gelegene, Dimon Elementary School wurde nach ihm benannt.
Dimon war seit 1894 mit Martha Clayton Estes (1871–1939) verheiratet. Aus der Ehe gingen mehrere Kinder hervor. Zuletzt lebte er in den Dimon Court Apartments. Dort starb er, schon länger an Herzproblemen leidend, am 10. Januar 1951 im Alter von 81 Jahren.